# Schloss Fridau
Schloss Fridau ist ein Schlossbereich im niederösterreichischen Ober-Grafendorf und besteht aus dem Neuschloss, dem Altschloss, dem Kanzleigebäude, einem Gartenpavillon und dem Schlosspark.

## Geschichte
Das Altschloss wurde 1299 erstmals als Edelsitz der Weißenberger auf Burg Weißenburg an der Pielach erwähnt. In den folgenden Jahren wechselten die Besitzer, von 1497 bis 1708 war es im Besitz der Sinzendorf. 1750 wurde die Burg von dem Großgrundbesitzer Freiherr Johann Georg von Grechtler gekauft, welcher 1751 in dem Bauwerk eine Barchentfabrik einrichten ließ, 1753 das Neuschloss, ein spätbarockes Schloss, erbauen ließ und dort die Verwaltung einer Barchentmanufaktur errichtete. Nach ihm und dessen Sohn Freiherr Georg Anton von Grechtler kam der Besitz an dessen Erben. 1869 kaufte die Herrschaft Fridau Graf Ferdinand von Trauttmansdorff-Weinsberg, Botschafter beim Heiligen Stuhl in Rom. Er ließ Schloss Fridau renovieren und standesgemäß ausstatten. Es blieb bis 1910 im Besitz der Familie. Nachfolgend erwarb es der Sohn des Freiherrn Rudolf von Isbary Rudolf von Isbary Junior (1858–1932), Industrieller und Großgrundbesitzer im Pielachtal.
Am Ende des Zweiten Weltkrieges im Mai 1945 diente das Schloss als Lazarett der deutschen Wehrmacht. Einige Einschusslöcher an der Fassade stammen aus der Zeit, als der Schlossbereich gegen die einmarschierenden sowjetischen Verbände verteidigt wurde. Eine sowjetische Kommandantur ließ sich während der nachfolgenden Besatzungszeit in Österreich dort nieder. Das 1945 schwer beschädigte Neuschloss im weitläufigen Park mit Groteskfiguren, eine Dreiflügelanlage mit siebenachsigem Mittelteil, mit bedeutender Treppenanlage, einem Prunksaal mit Deckengemälden von Daniel Gran, 1755 mit einer hohen Kapelle in Weiß und Gold wurde 1950 unter Denkmalschutz gestellt.
Im Jahre 1975 kaufte das Land Niederösterreich das Neuschloss, um es für eine Gemäldegalerie des 19. Jahrhunderts zu nutzen. Von der Verwaltung der Landeshauptstadt St. Pölten wurde der Plan eine Gemäldegalerie einzurichten, verworfen. Schloss Fridau ist seit 2000 im Besitz der Firma BioInnova GmbH.

## Architektur des Schlossbereichs

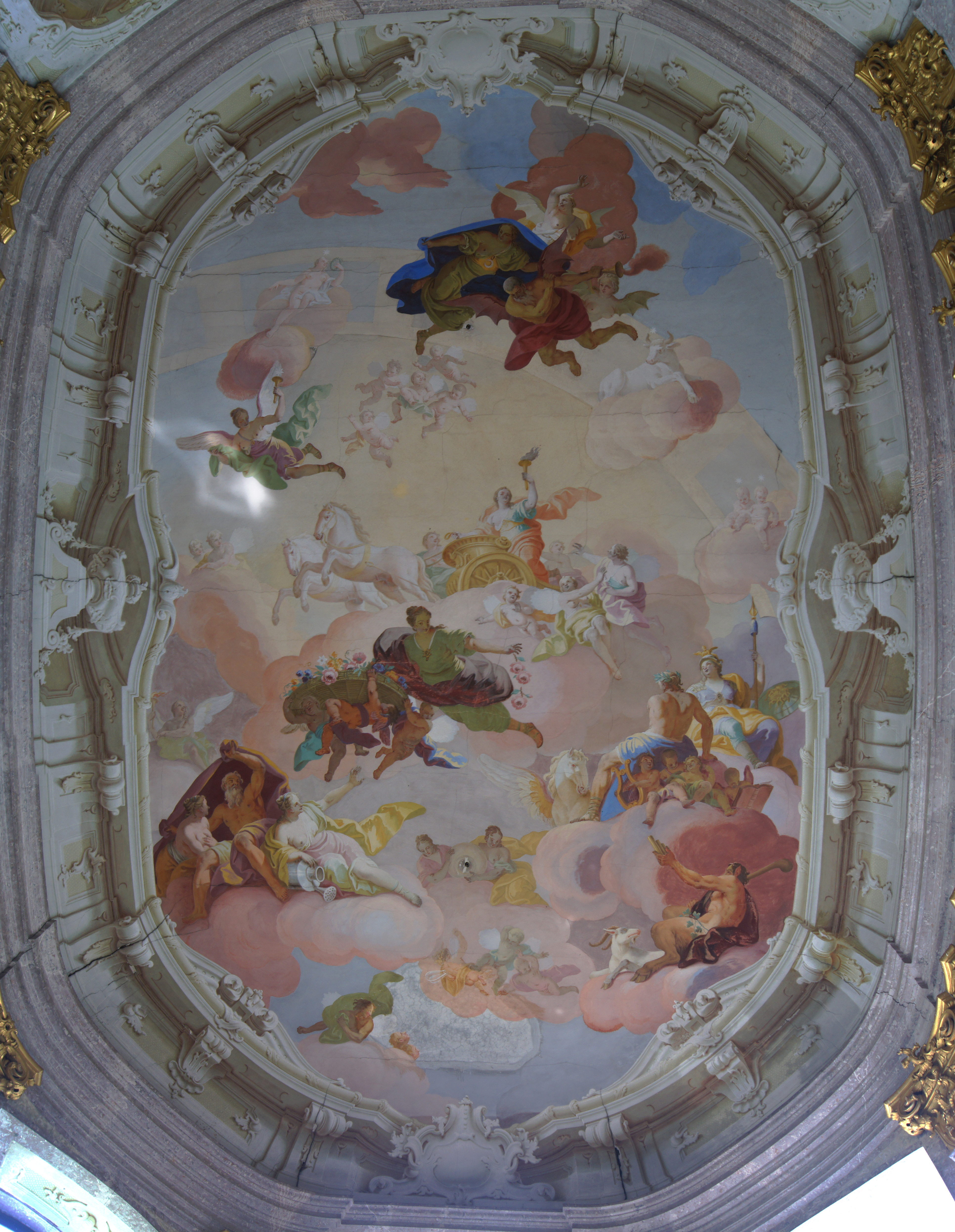
Das Daniel-Gran-Fresko an der Prunksaaldecke des Neuschlosses

### Neuschloss Fridau
Das „Neuschloss“, 1753 von dem Großgrundbesitzer Johann Georg von Grechtler errichtet, ist eine dreigeschoßige, dreiflügelige Anlage mit Ehrenhof. Der hofseitig siebenachsige Mittelteil wird dominiert vom dreiachsigen Mittelrisalit, in der Mitte der Gartenseite springt ein dreiachsiger Risalit polygonal aus der 13-achsigen Fassade hervor.
Im Inneren gibt es zwei bedeutende Treppenanlagen, links eine U-förmige Dienstbotentreppe und rechts eine dreiläufige Podesttreppe. Die Decken- und Wandfresken im achteckigen Prunksaal im ersten Stock wurden 1755 von Daniel Gran gemalt. Das Deckenfresko stellt den Triumph der Aurora dar. Am Ende des Nordtraktes besteht eine Kapelle, die über zwei Geschoße erreichbar ist.

### Der Edelsitz in Ober-Grafendorf, genannt Altschloss

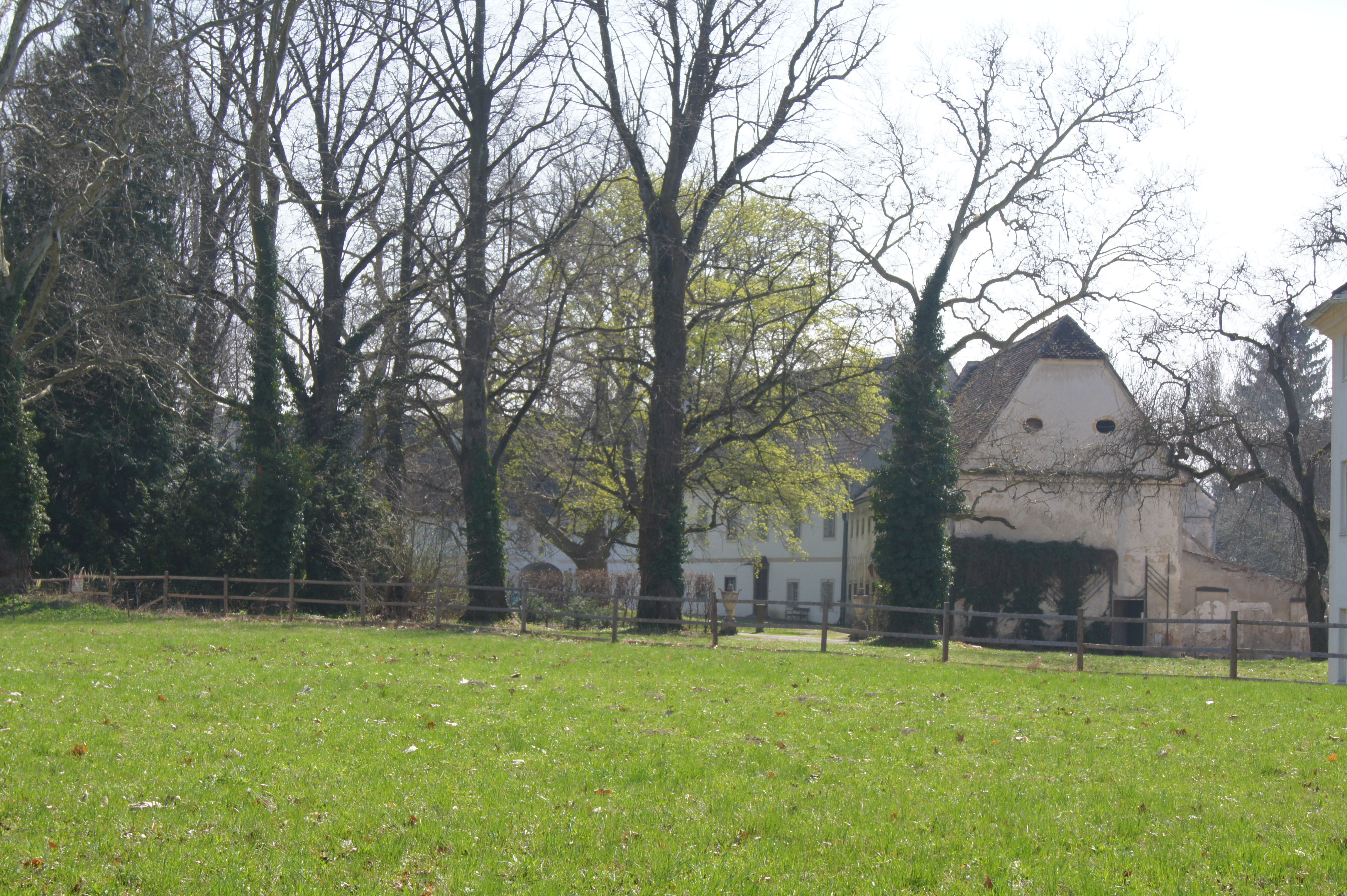
Das Altschloss

Das sogenannte Altschloss ist ein unregelmäßiger Gebäudekomplex und umfasst einen weiten, U-förmigen Hof. Die Gebäude bestehen im Kern teilweise seit dem 15. Jahrhundert und wurden seit Errichtung des Neuschlosses vor allem als Wirtschaftsgebäude genutzt.

### Schlossgarten und Kanzleigebäude

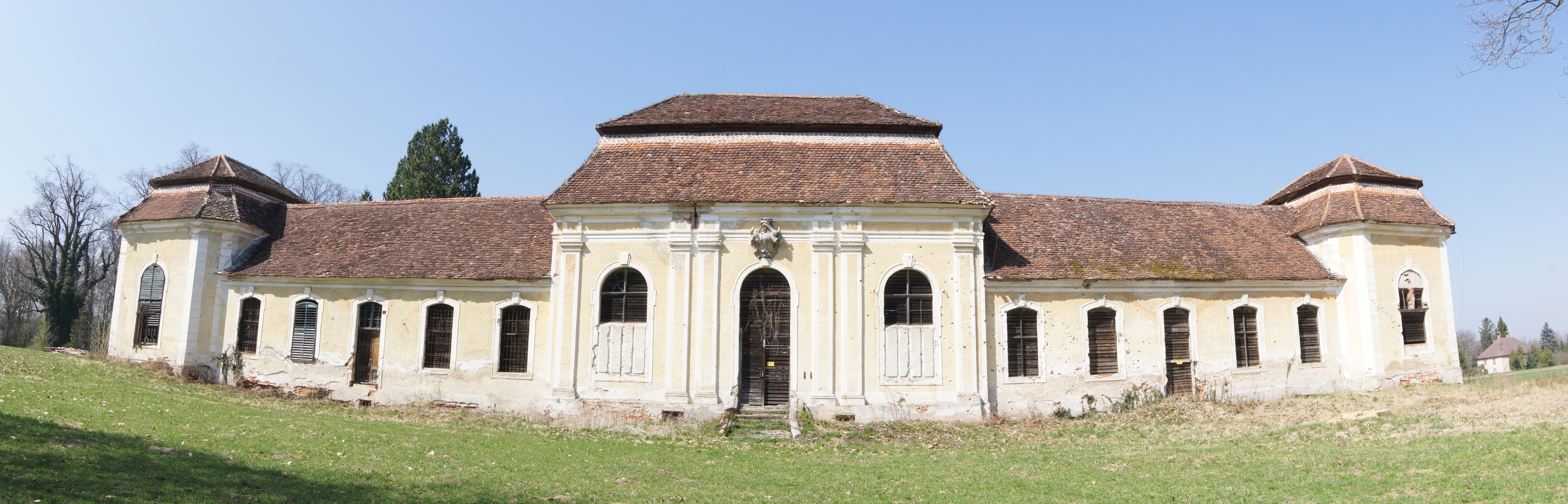
Der Gartenpavillon

Das Kanzleigebäude befindet sich westlich des Neuschlosses und wurde um das Jahr 1800 zu einer Reitschule umgebaut. Das dreigeschoßige Gebäude wird als Wohnhaus genutzt.
Der teilweise erhaltene, ehemals weitläufigen Schlossgarten, war eine der bedeutendsten spätbarocken Anlagen in Österreich. Im Garten befindet sich ein langgestreckter Pavillon. Das ebenerdige, fünfteilige Bauwerk wurde in der Mitte des 18. Jahrhunderts errichtet und war ehemals eine Orangerie.